# Castelo Novo de Manzanares el Real
O Castelo Novo de Manzanares el Real (em espanhol: Castillo nuevo de Manzanares el Real, também conhecido como Castelo dos Mendonça (em espanhol: Castillo de los Mendoza), é um palácio-fortaleza erguido no século XV no município de Manzanares el Real (Comunidade de Madrid, Espanha), junto ao Reservatório de Santillana e ao pé da Sierra de Guadarrama. 
As suas obras começaram em 1475 sobre uma ermita românico-mudéjar e hoje é um dos castelo melhor conservados da Comunidade de Madrid. Foi levantado, nas margens do Rio Manzanares, como palácio residencial da Casa de Mendoza, nas imediações duma fortaleza primitiva, abandonada quando foi construído o novo edifício.
Atualmente, o castelo alberga um museu dos castelos espanhóis e é sede duma coleção de tapetes. Foi declarado Monumento Histórico-Artístico no ano de 1931. É propriedade do Ducado do Infantado, se bem que a sua administração e uso corresponda à Comunidade de Madrid.

## História

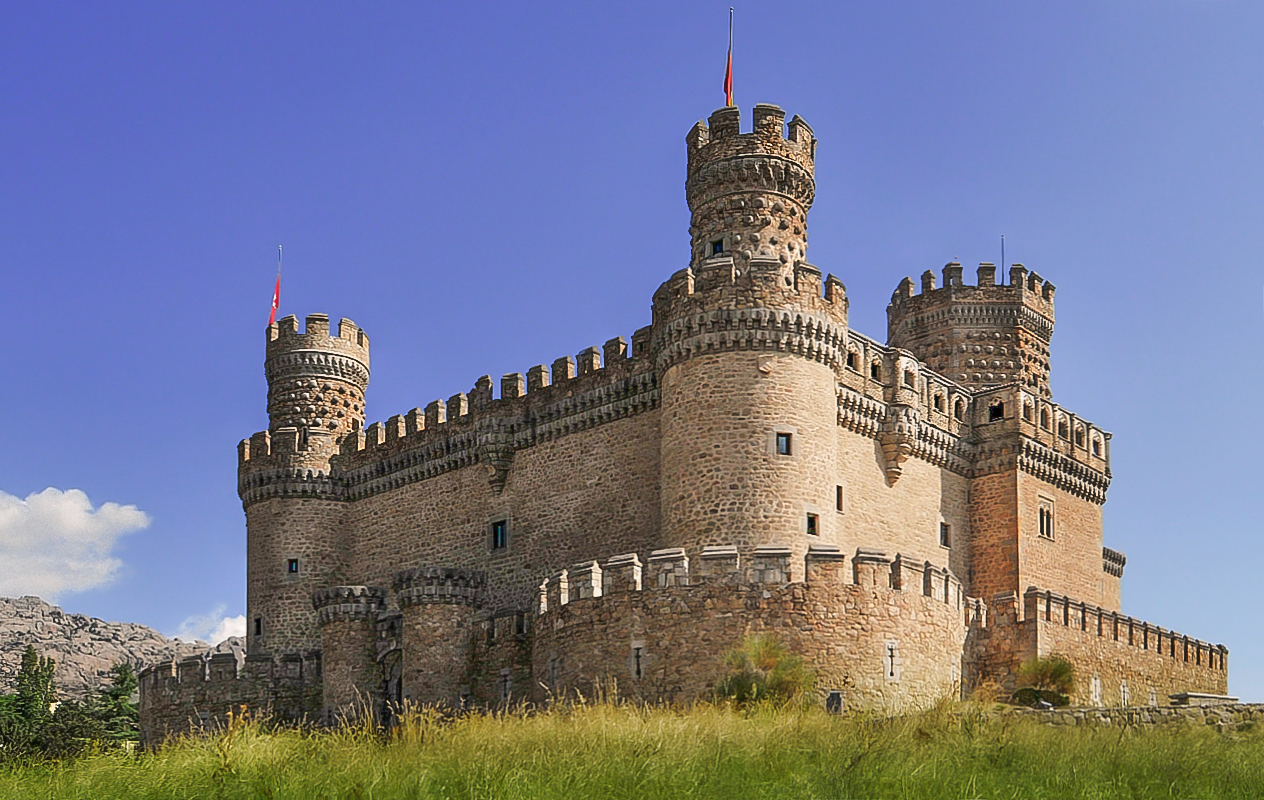
Vista exterior

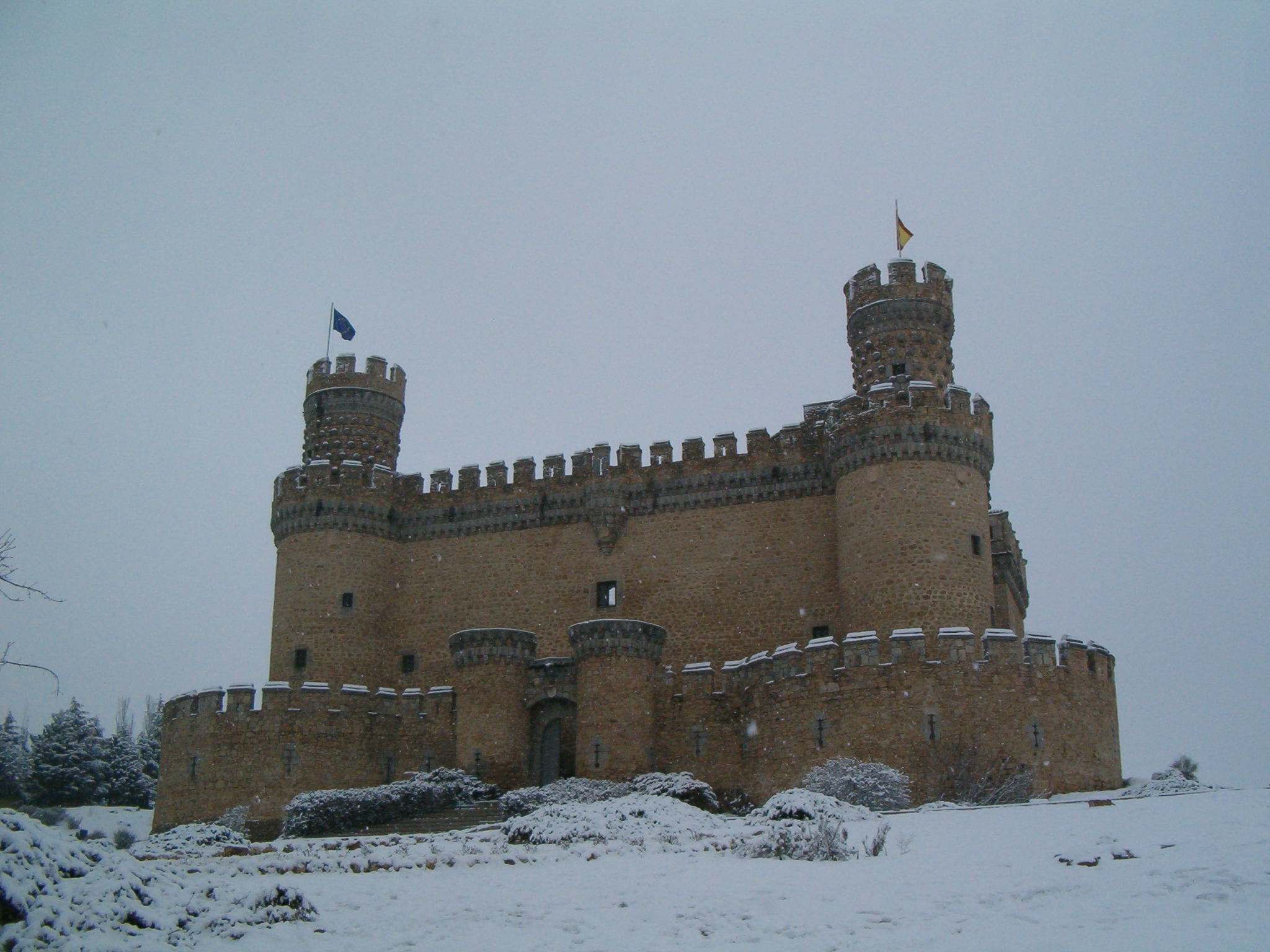
O castelo sob a neve

As terras que bordejam o curso alto do Rio Manzanares, muito ricas em pastos e bosques, foram objecto de frequentes disputas entre os diferentes poderes surgidos depois da Reconquista. As Comunidades de Villa e Terra de Segóvia e Madrid protagonizaram diferentes litígios ao longo do século XIII, que foram resolvidos no século XIV, pelo Rei João I de Castela, com a doação da comarca ao seu mayordomo, Pedro González de Mendoza.
É ao filho mais velho deste, Diego Hurtado de Mendoza, almirante maior de Castela, que se atribui a construção duma primeira fortaleza, conhecida atualmente como castelo velho de Manzanares el Real, embora seja muito provável que este edifício tenha uma origem anterior. No último terço do século XV, a Casa de Mendoza decidiu levantar um novo castelo-palácio, de maiores dimensões e mais luxuoso, de acordo com a notável influência política e económica alcançada por esta família. 
As obras começaram em 1475. Foram promovidas por Diego Hurtado de Mendoza y Suárez de Figueroa, primeiro Duque do Infantado, que não pôde Vê-las concluidas. Foi o seu filho primogénito, Íñigo López de Mendoza, quem as finalizou sob a direcção do arquitecto Juan Guas, autor do palácio dos duques do Infantado, de Guadalajara.
A função de residência palaciana com que foi concebido apenas se estendeu por um século. Com a morte, em 1566, de Íñigo López de Mendoza y Pimentel, quarto duque do Infantado, o castelo deixou de ser habitado, dado que surgiram problemas económicos e disputas entre os herdeiros da Casa de Mendoza.
Em 1914, o Ducado do Infantado procedeu a um primeiro restauro. A este seguiram-se, nas décadas de 1960 e 1970, diferentes obras de consolidação, promovidas pela desaparecida Diputación Provincial de Madrid. Alguns elementos foram completamente reconstruidos, caso das salas e corredores do interior do corpo principal. Foi este organismo que decidiu instalar nas suas dependências um museu dos castelos espanhóis, além duma colecção de tapetes.
Em 1982, o castelo albergou o acto de constituição da Assembleia de Parlamentaristas de Madrid, no qual teve lugar a redacção do Estatuto de Automomia da Comunidade de Madrid.

## Características

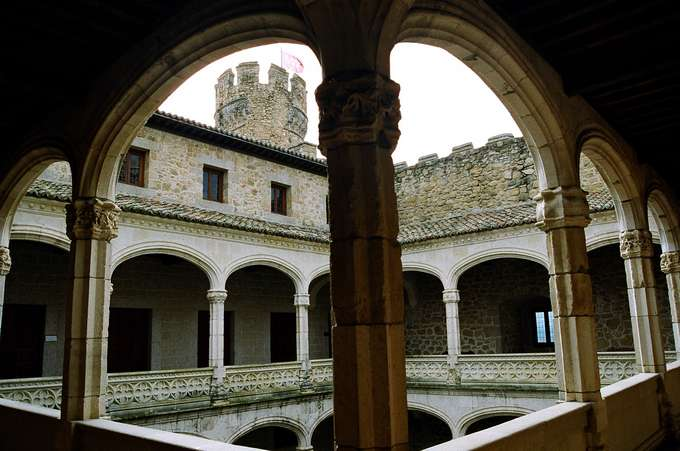
Pátio interior

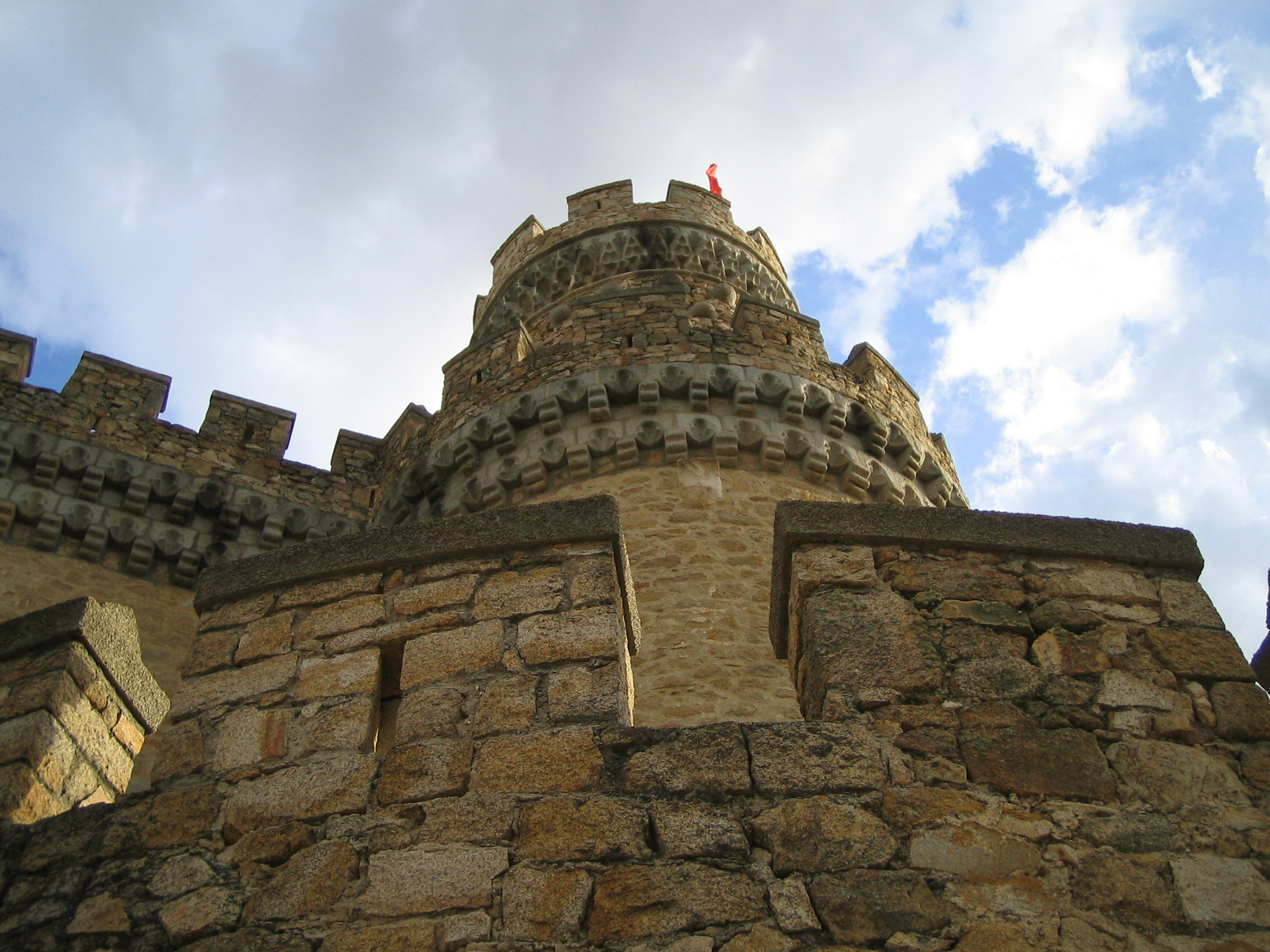
Detalhe de uma das torres

O castelo, de planta quadrangular, está construído inteiramente em pedra de granito. Tem quatro torres circulares nos seus vértices, adornadas com umas bolas no mais puro estilo isabelino. Destaca-se a torre de menagem, de forma hexagonal.
O edifício é rematado por um terraço, com matacães e ameias. Consta de um pátio rectangular arcado e de duas galerias sobre colunas octogonais. A galeria gótica do primeiro piso é considerada uma das mais belas da arquitectura militar espanhola. Sobre o adarve meridional, a galeria é de traça flamejante sobre parapeitos decorados à base de ponta de diamante. 
Todo o castelo está circundado por uma barbacã, cujas seteiras levam esculpidas, em baixo relevo, a cruz do Santo Sepulcro de Jerusalém, pelo título que gozou Pedro González de Mendoza. Outros elementos defensivos do edifício são as suas vigias.
O castelo está disposto em seis alturas, além duma cave: piso térreo, primeiro entrepisos, piso principal, segundo entrepisos, galeria alta e galeria de cobertas. A porta de aceso, emoldurada em cubos, apresenta um arco rebaixado.